# Otto Pentz
Otto Pentz (Llanquihue, 20 de julio de 1873 - Valdivia, 28 de enero de 1945) fue un político chileno. Hijo de Otto Pentz, de Mecklemburgo, Alemania y Juana Lührs, de Hamburgo. Contrajo matrimonio con Graciela Antoncich.
Estudió en el Liceo de Valdivia y en el Colegio de los Sagrados Corazones de Santiago. Se dedicó a la agricultura y la ganadería en las tierras de su padre en Valdivia, llegando a tener una empresa lechera.
Miembro del Partido Liberal. Fue elegido alcalde de la Municipalidad de Valdivia (1910-1915). Durante su administración se intensificaron los trabajos del ferrocarril que uniría la línea nacional.